# Hrvoje Sep
Hrvoje Sep (Vinkovci, Yugoslavia, 26 de febrero de 1986) es un deportista croata que compite en boxeo.
Ganó dos medallas de bronce en el Campeonato Europeo de Boxeo Aficionado, en los años 2011 y 2015.
En abril de 2017 disputó su primera pelea como profesional. En su carrera profesional tuvo en total 12 combates, con un registro de 11 victorias y una derrotas.

## Palmarés internacional
| Campeonato Europeo | Campeonato Europeo | Campeonato Europeo | Campeonato Europeo |
| Año                | Lugar              | Medalla            | Categoría          |
| ------------------ | ------------------ | ------------------ | ------------------ |
| 2011               | Ankara (Turquía)   | Medalla de bronce  | 81 kg              |
| 2015               | Samokov (Bulgaria) | Medalla de bronce  | 81 kg              |